# Högby-Källa-Persnäs församling
Högby-Källa-Persnäs församling var en församling i Växjö stift, belägen i Borgholms kommun. Församlingen uppgick 1 januari 2010 i Nordölands församling.

## Administrativ historik
Församlingen bildades 2006 när man slog ihop Högby församling, Källa församling och Persnäs församling och ingick därefter till 2010 i Norra Ölands pastorat. Församlingen uppgick 1 januari 2010 i Nordölands församling.
Församlingskod var 088514.

## Kyrkor
- Högby kyrka
- Källa nya kyrka
- Persnäs kyrka